# .bi
.bi — в Інтернеті, національний домен верхнього рівня (ccTLD) для Бурунді.
В цьому національному домені нараховується близько 46,900 [Архівовано 11 квітня 2022 у Wayback Machine.] вебсторінок (станом на січень 2009 року).